# ブリジット・ドリスコルの死
ブリジット・ドリスコルの死（Bridget Driscoll、c. 1851年 ‐ 1896年8月17日）は、イギリスで記録された初めての、自動車による歩行者の死亡事故である。44歳のドリスコルは、10代の娘メイ（May）、友人のエリザベス・マーフィー（Elizabeth Murphy）とともに水晶宮敷地内のドルフィン・テラス（Dolphin Terrace）を横断中、試験走行をしていた英仏自動車両会社の車と衝突事故を起こした。目撃者のひとりは「自動車は消防車のごとく無謀な速度で走っていた」と証言した。
自動車は最高速度8マイル毎時 (13 km/h)のところ4マイル毎時 (6.4 km/h)までしか出さないように制限されており、運転手のアーサー・ジェームズ・エドサル（Arthur James Edsall）はこの速度で走行していたと主張した。それに対し、同乗者のアリス・スタンディング（Alice Standing）は彼がより速度を上げるためにエンジンを改造したと主張した。しかし、別のタクシー運転手は車を調べ、エンジンのベルトの都合上14マイル毎時 (23 km/h)以上の速度はでないと証言した。この衝突事故は自動車の制限速度が都市部では2マイル毎時 (3.2 km/h)、農村部では4マイル毎時 (6.4 km/h)から14マイル毎時 (23 km/h)と引き上げられた数週間後に発生した。
陪審員は約6時間の審理の後、「事故死」との評決を下し、検視官のパーシー・モリソン（Percy Morrison）は、「このようなことが二度と起こらないように」と述べた。英国王立事故防止協会によれば、2010年現在までにイギリスでは55万人が交通事故により死亡している。